# Площадь Королевы

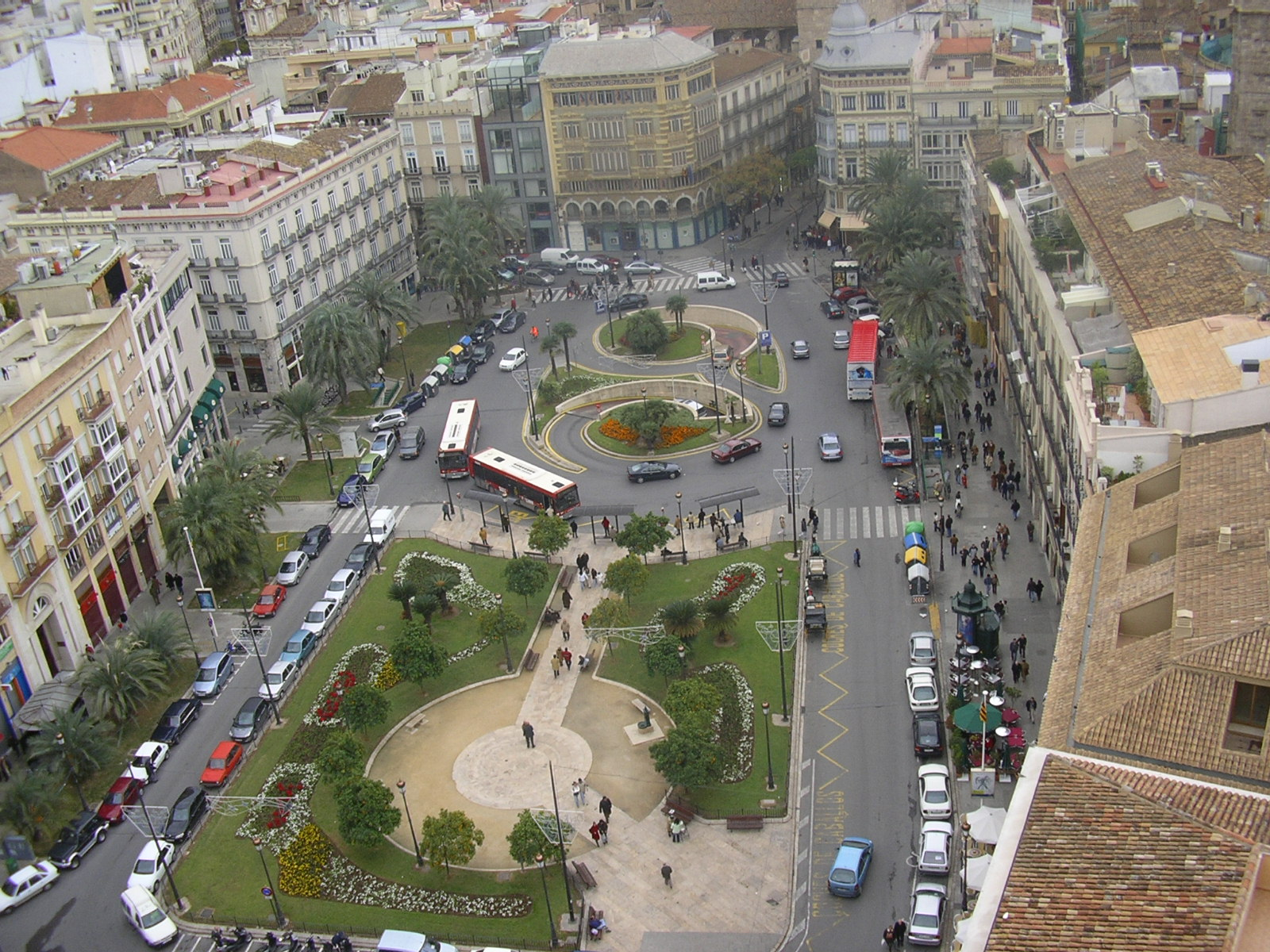
Вид на площадь с Башни Мигелете.

Площадь Королевы (в Валенсии Plaça de la Reina) — одна из самых оживленных площадей в испанской Валенсии. На ней сходятся улицы Микалет, Авельянес, дель Мар, Кабильерс, Сан-Висент-Мартир и Санта-Каталина. Через нее также можно попасть в Валенсийский собор .

## Название площади
Площадь названа в честь Марии де лас Мерседес де Орлеан, первой жены короля Альфонсо XII, именно поэтому ее полное название — Пласа де ла Рейна Мария де лас Мерседес. Площадь не всегда носила такое название, во времена республики она называлась Площадь Валенсии (plaza de la Región Valenciana), коротко-площадь Сарагоса (plaza de Zaragoza). Данное название использовалось вскоре после исчезновения старой улицы Сарагоса из-за сноса, который был необходим для образования открытого пространства, на месте которого сегодня и располагается площадь. Граждане не смогли свыкнуться с изменениями, продолжали использовать старое название, таким образом свет и решил снова использовать старое название, однако, исключая из него имя королевы Марии де ла Мерседес.

## История
Целью строительства было создание главной площади города. 23 января 1878 года, в день свадьбы короля Альфонсо XII и Марии де лас Мерседес, городской совет Валенсии приступил к сносу монастыря Санта-Текла и старых кварталов с домами, расположенных перед собором Пуэрта-де-лос-Иеррос. Способствовал этому мэр, маркиз дель Тремолар, который держал в руках серебряную кирку и установил различные доски в память об этом деянии и свадьбе их величеств.
Площадь Королевы всегда считалась нервным центром древней Валенсии. В начале XX века планировалось расширение города, реформа, которая должна была определить новый и окончательный вид данной площади, была отодвинута на второй план из-за проблем с дизайном. С 1911 года и в течение нескольких десятилетий консистория рассматривала различные проекты реконструкции площади, но так и не смогла принять окончательное решение.
Наконец, в 1944 году начались первые сносы (последний состоялся в 1963). В 1950 году городской совет объявил «Конкурс идей» по реконструкции площади. Победителем стал валенсиец Альберто Фигуэрола. В 1959 году на площади был установлен первый фонтан.
В 1970 году на площади была произведена вторая реконструкция, связанная со строительством подземной автостоянки.

## Исторические магазины на Площади Королевы
На оживлённой площади было несколько исторических магазинов, среди которых можно выделить: Зингер-Билдинг (с делегацией в Валенсии этого завода шейных машин), кондитерская Эухенио Бурриэля (которая обладала большой важностью и известностью, более того, даже установила павильон в здании 1909 года Региональной выставки), парикмахерская Франциско Висента, кубинские магазины, Винер-Базар, строительный магазин «La Barcelonesa», пивоварня и ресторан Fortis, базары Zurita, стоматолог Хуана Нагера, Мастерская тележек и подметальных машин Хулиана Уржеля и очень популярная Томбола архиепископа Марселино Олаэчеа.

## Нулевой километр радиальных дорог Валенсии
На площади находится нулевой километр радиальных дорог Валенсии, который контролируется Жениралитатом Валенсии (Generalitat Valenciana), также он отвечает и за нумерацию городских зданий. Таким образом, нумерация улиц Валенсии начинается с той части города, которая выходит на Площадь Королевы.

## Интересный факт
В 1930 году на Площади Королевы начал свою работу первый светофор в Валенсии, которым вручную управляла первая городская стража города.